# Anne Heinis (politica)
Anne Heinis, geboren als Barthélémy (16 november 1933 – Parijs, 18 december 2009) was een Frans politica.
Heinis streed voor de rechten van de Franse moslims en verbleef twee jaar in Algerije om vluchtelingen te helpen. Nadien was zij kabinetslid van de minister van gerepatrieerden. Vervolgens was zij van 1963 tot 1975 gewestelijk inspectrice voor sociale zaken in Languedoc-Roussillon om er de vluchtelingen- en repatriëringscentra te inspecteren. Op dit onderwerp promoveerde ze in 1977 aan de Universiteit van Montpellier.
In 1983 werd Heinis burgemeester van Valognes. Ze bleef dit tot 1995. Van 1992 tot 2001 was zij tevens senator van Manche voor de Républicains indépendants. Ze overleed op 76-jarige leeftijd.